# Les Noces (Stravinsky)
Pour les articles homonymes, voir Les Noces.
Les Noces (en russe : Свадебка) sont des « scènes chorégraphiques russes avec chant et musique » composées par Igor Stravinsky entre 1914 et 1917, mais dont l'instrumentation n'a été achevée qu'en 1923.

## Historique
Après avoir achevé son opéra Le Rossignol en 1914, Stravinsky commence la composition des Noces sur des textes populaires rituels qu'il adapte lui-même, relatant un mariage paysan russe. La partition des deux premiers tableaux est terminée au printemps de 1915, mais l'œuvre complète n'est achevée à Morges que deux ans plus tard, le 4 avril 1917. À ce moment, Stravinsky joue la pièce au complet à Serge de Diaghilev, qui en est très touché.
Le long travail d'instrumentation de Noces s' étale sur pas moins de six ans. Le premier projet d'instrumentation était pour un orchestre gigantesque de cent cinquante musiciens. Il est rapidement abandonné pour un effectif toujours assez considérable où les percussions sont très abondantes : piano, deux harpes, harmonium, cymbalum, clavecin et percussions. Un autre projet utilisant des instruments mécaniques est également abandonné en raison de la difficulté potentielle de synchronisation pour le chef d'orchestre. Stravinsky met alors le travail en repos jusqu'à ce que Diaghilev décide de le mettre au programme de ses Ballets russes pour juin 1923. Stravinsky a alors sa révélation : « Je vis clairement que, dans mon œuvre, l'élément vocal, c'est-à-dire soufflé, serait le mieux soutenu par un ensemble composé uniquement d'instruments frappés. Et c'est ainsi que je trouvais ma solution, sous la forme d'un orchestre comprenant des pianos, timbales, cloches et xylophone — instruments à sons déterminés — et, d'autre part, des tambours de différents timbres et hauteurs — instruments ne donnant pas de notes précises. » L'instrumentation définitive est pour quatre pianos, percussions et la voix.
La création a lieu le 13 juin 1923 à Paris par les Ballets russes, sous la direction musicale d'Ernest Ansermet. La chorégraphie en est confiée à Bronislava Nijinska, alors directrice des Ballets russes, le texte, originellement en russe, ayant été traduit en français par Charles-Ferdinand Ramuz.
En 1981, Pierre Boulez exécute à Paris pour la première fois, avec le chœur de Radio France, la version des Noces de 1919, avec cymbalums, harmonium et pianola.

## Structure
L'œuvre est composée de quatre tableaux s'enchaînant sans interruption, durant environ vingt-cinq minutes :
1. La tresse
2. Chez le marié
3. Le départ de la mariée
4. Le repas de noces

## Chorégraphies importantes

### Version de Bronislava Nijinska
Créé à Paris, au Théâtre de la Gaîté-Lyrique, le 13 juin 1923, sous la direction d'Ernest Ansermet, décors et costumes de Natalia Gontcharova ; régie de Serge Grigoriev.
Artistes du chant : Hélène Smirnova, Marie Davidova, d'Arial, Georges Lanskoy ; chœurs russes de Kibaltchitch.
Pianos tenus par Hélène Léon, Marcelle Meyer, Georges Auric, Édouard Flament.
Principaux danseurs : Félia Doubrovska (la Fiancée), Léon Woïdzikowsky, Lubov Tchernicheva.

### Version de Jiří Kylián
Jiří Kylián a écrit, en 1982, une version des Noces (Svadebka). L'œuvre est inscrite au répertoire du Nederlands Dans Theater, des Ballets de Monte-Carlo et du Perm Opera and Ballet Theatre.

### Version d'Angelin Preljocaj
Le chorégraphe contemporain Angelin Preljocaj a écrit, en 1987, une version des Noces pour le Ballet Preljocaj qui est entrée au répertoire du Ballet de l'Opéra de Paris en 1993 à l'occasion d'une recréation en hommage aux Ballets russes avec Parade et Spectre de la rose.

## Discographie
- Version de 1923, direction Igor Stravinsky ; chanteurs : Mildred Allen, Regina Sarfaty, Loren Driscoll et Robert Oliver ; pianistes : Samuel Barber, Aaron Copland, Lukas Foss et Roger Sessions ; avec l'American Concert Choir et le Columbia Percussion Ensemble ; interprétation chantée en langue anglaise ; Sony Classical, collection Stravinsky conducts Stravinsky, enregistré en 1959.
- Versions de 1917 et 1923, direction Peter Eotvos ; chanteurs : Anatoly Safiulin, basse, Anton Kurnava, basse, Alla Ablaberdyeva, soprano, Lyudmila Ivanova, mezzo-soprano et Aleksey Martinov, tenor ; percussions : Aurel Hollo, Benedek Toth ; pianos : Adrienne Hauser, Imre Rohmann, Pi-hsien Chen,  Zoltan Kocsis ; Chœur du Slovak Philharmonic, groupe de percussions Amadinda, orchestre symphonique  Savaria ; chantée en langue russe ; Hungaroton HCD12989, enregistré en 1989.
- Version de 1923,  direction Robert Craft ; chanteurs : Alison Wells, Susan Bickler, Martyn Hill et Alan Ewing ; l'International Piano Quartet, le chœur Simon Joly et le Tristan Fry Percussion Ensemble ; Naxos  8.557499, enregistré en 2001.
- Version de 1923, direction Daniel Reuss ; chanteurs : Carolyn Sampson, Susan Parry, Vsevolod Grivnov et Maxim Mikhailov ; musikFabrik et le RIAS Kammerchor ; chanté en langue russe ; Harmonia Mundi.
- Version de 1919 & 1923, direction René Bosc ; chanteurs : Virginie Pesch, Katalin Varkonyi, Pierre Vaello et Vincent Menez ; Scob pianos quartet & percussions de l'Orchestre National de France & SMCQ de Montréal et le Chœur de Radio France ; chanté en langue russe ; Harmonia Mundi, Super Audio CD HM CD 76 - FRF012.